# Oberflächenvorwärmer

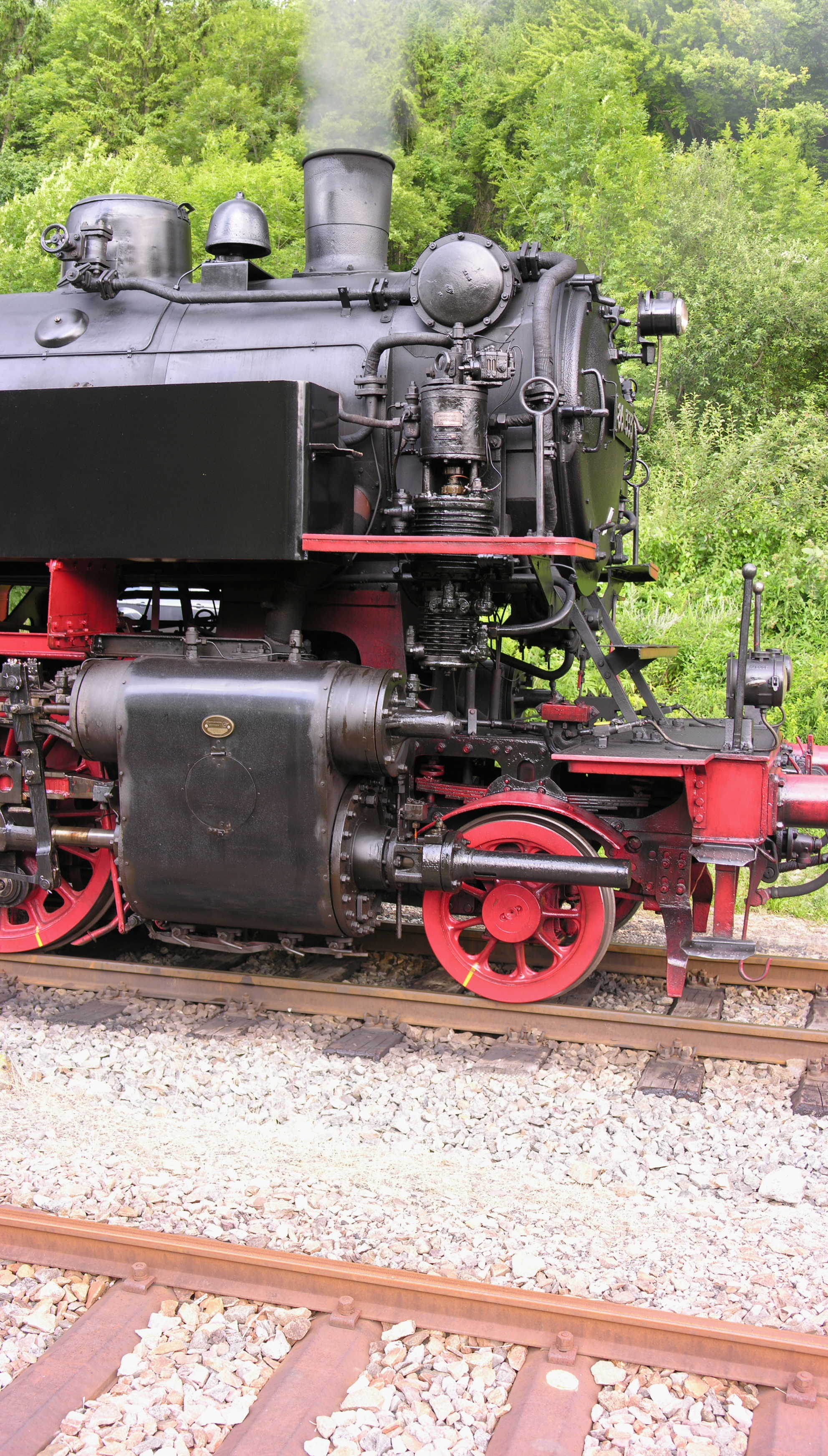
Quer vor dem Schornstein liegender Oberflächenvorwärmer bei einer Lokomotive der Reihe 86

Der Oberflächenvorwärmer ist Teil der Kesselausrüstung von Dampflokomotiven. Er dient zur Vorwärmung des Kesselspeisewassers mit dem Auspuffdampf und damit zur Leistungssteigerung der Dampfmaschine.

## Lage
Oberflächenvorwärmer hatten ihre Lage auf dem Kessel bei Einheitslokomotiven stets quer vor dem Schornstein und waren Stand der Technik bei diesen Lokomotiven, bei Neubaulokomotiven wurden sie durch die Technik des Mischvorwärmers ersetzt, bei dem die Einsparung von Kesselspeisewasser noch weiter gesteigert werden konnte. Nur Lokomotiven mit Riggenbach-Gegendruckbremse mussten weiterhin mit Oberflächenvorwärmer ausgerüstet werden. Die Mischdüse beim Mischvorwärmer hätte kein einwandfreies Funktionieren der Verdichterfunktion der Gegendruckbremse zugelassen.
Die Einsparung an Kesselspeisewasser wurde bei Verwendung eines Oberflächenvorwärmers auf etwa 7,5 % beziffert.
Neben der Vorwärmung des Kesselspeisewassers wurden Oberflächenvorwärmer zur Kühlung des Aschkastens verwendet.  

## Wirkungsweise
Die Wirkungsweise des Oberflächenvorwärmers ist analog eines herkömmlichen Wärmetauschers. Zur Vorwärmung des Kesselspeisewassers wird Abdampf von der Dampfmaschine, der von dem Blasrohr abgezweigt wird, sowie von den mit Dampf betriebenen Hilfseinrichtungen benutzt. An der tiefsten Stelle des Oberflächenvorwärmers wird das Kondensat abgezweigt und über einen Wasserabscheider abgelassen und zur Kühlung des Aschkastens verwendet.
Dieser Kreislauf wird ständig betrieben. Der andere Kreislauf im Oberflächenvorwärmer wird nach dem Einschalten der Kesselspeisepumpe in Gang gesetzt. Das von ihr vom Tender angesaugte Wasser wird im Oberflächenvorwärmer bei Abdampftemperaturen von etwa 100 °C erwärmt und gelangt über das Kesselspeiseventil zur Verarbeitung in den Dampflokomotivkessel zur Verdampfung. Dabei ist der Oberflächenvorwärmer so aufgebaut, dass durch innere Rohre der Abdampf geleitet wird, das Speisewasser wird an den Rohren vorbeigeführt.